# João Paulo de Lima Filho
João Paulo de Lima Filho, detto João Paulo (São João de Meriti, 15 giugno 1957), è un ex calciatore brasiliano, di ruolo attaccante.

## Biografia
In seguito al ritiro si è trasferito a Santos, ove insegna i rudimenti del calcio ai bambini.

## Caratteristiche tecniche
Giocava come attaccante, ricoprendo soprattutto il ruolo di ala sinistra. Intelligente e abile tecnicamente, era dotato di passaggi e cross precisi e la sua giocata caratteristica era l'allungarsi il pallone per superare il proprio marcatore in velocità. Negli ultimi anni di carriera si trasferì a centrocampo, sempre sul settore sinistro del campo, per bilanciare, come da lui dichiarato a O Estado de S. Paulo, il peso dell'età.

## Carriera

### Club
João Paulo iniziò la carriera calcistica con il São Cristóvão nel 1976, ma fu nel Santos, l'anno seguente, che giocò stabilmente. Fece parte, con Juary, Nílton Batata e Pita e altri, della squadra dei cosiddetti Meninos da Vila (bambini della Vila), che vinse il campionato statale 1978. Una volta terminato il Campionato Paulista 1983, si trasferì al foi Flamengo, dove disputò quaranta partite, l'ultima il 19 agosto 1984. In seguito, passato al Corinthians, dove il suo arrivo fu scarsamente festeggiato dai tifosi del club, dato che il giocatore era segnato da un passato al Santos, ma, comunque, rimase al club del Parque São Jorge cinque stagioni, esordendo il 19 settembre. Fu acquistato dal Palmeiras, acerrimo rivale del vecchio club, in vista del Campionato Paulista 1990, e giocò sulla fascia sinistra di centrocampo per gran parte delle diciannove gare disputate con il Verdão. Nello stesso anno, una volta conclusasi il torneo statale, espatriò per la prima volta in carriera, unendosi alla rosa dello Yamaha Motors, club che partecipava alla Japan Soccer League. Nel 1991 fece ritorno in patria, vestendo le maglie di São José, Grêmio Maringá e, in aprile, Santos, giocando otto partite nel Campeonato Brasileiro Série A 1992. Si ritirò poi con il Náutico.

### Nazionale
Così, molti elementi di quella squadra, fatta eccezione per Pita, furono convocati in Nazionale nel 1979; lo stesso João Paulo venne incluso nella selezione nazionale, senza tuttavia debuttare. Il 1º maggio fu nuovamente convocato, stavolta per un'amichevole contro la selezione Mineira. Tornò poi a far parte della Nazionale nel 1983, grazie a Carlos Alberto Parreira che il 22 aprile lo chiamò. Il 28 aprile subentrò a Éder nella partita del Maracanã contro il Cile. Il 20 maggio fu incluso in una tournée in Europa, giocando il 17 giugno, in occasione della terza partita del tour contro la Svizzera, stavolta da titolare, venendo poi sostituito da Éder. Contro la Svezia giocò nuovamente dall'inizio e venne rimpiazzato da Jorginho Putinatti nell'intervallo, non prima però di aver propiziato il gol di Márcio Rossini da calcio d'angolo, battendo dalla bandierina. Giocò l'ultima partita il 28 luglio contro il Cile, per l'unica volta disputando per intero un incontro. Nel 1983 ottenne la convocazione per la Copa América, ma non fu mai utilizzato.

## Palmarès

### Club

#### Competizioni statali
- Campionato paulista: 2

Santos: 1978
Corinthians: 1988